# Eckart Hachfeld

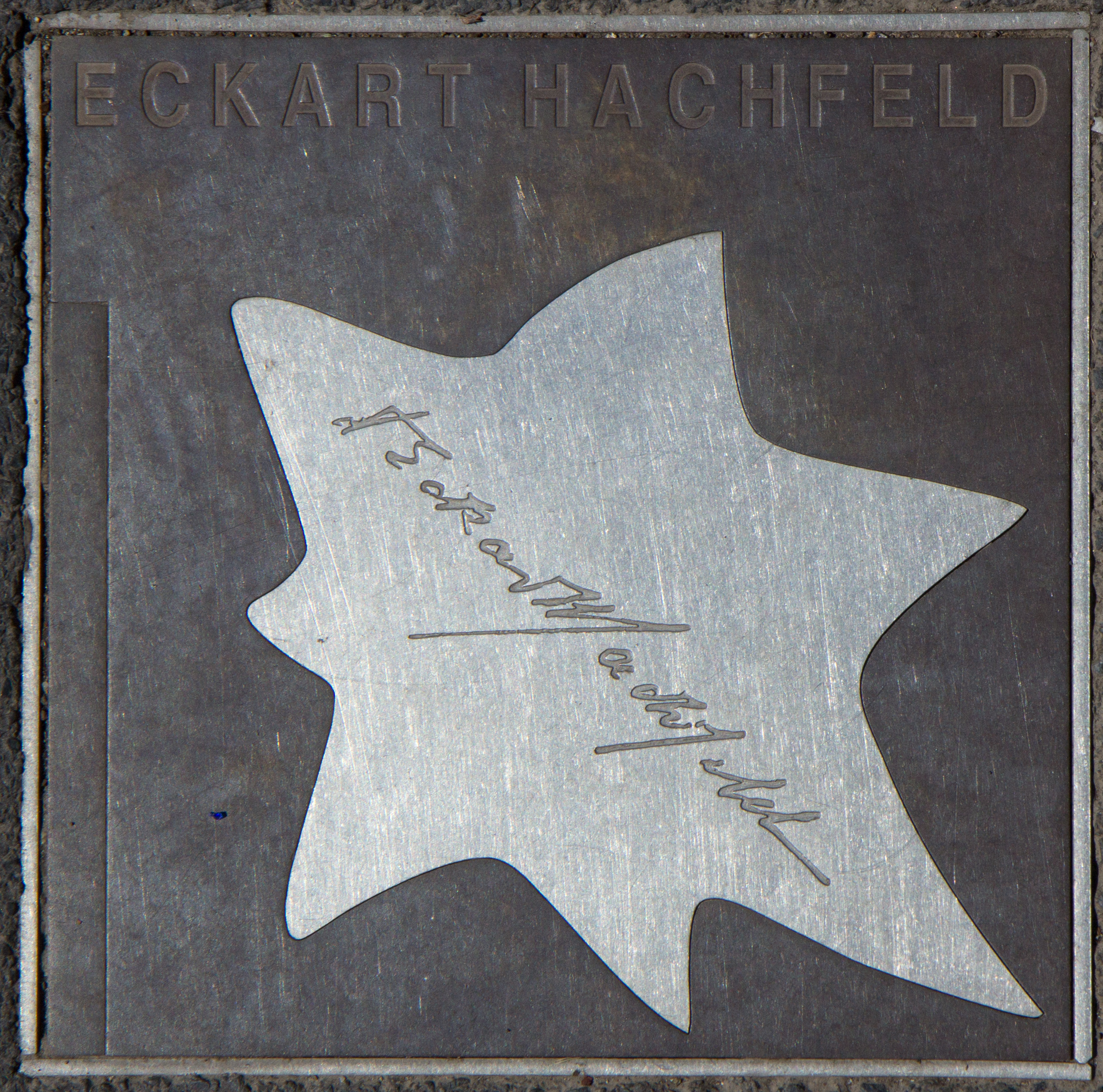
Sterne der Satire – Walk of Fame des Kabaretts Nr. 21 Eckart Hachfeld

Eckart Hachfeld (* 9. Oktober 1910 in Mörchingen, Kreis Forbach, Bezirk Lothringen, Reichsland Elsaß-Lothringen, Deutsches Kaiserreich; † 5. November 1994 in Berlin) war ein deutscher Schriftsteller, Texter und Drehbuchautor.

## Leben und Werk
Hachfeld kam als Sohn des Offiziers Willibald Hachfeld und seiner Frau Anna, geb. Schwarzwäller aus Obliwitz (Pommern), in Mörchingen (Lothringen) zur Welt. Er besuchte das Karl-Friedrich-Gymnasium in Mannheim und studierte Rechtswissenschaften in Heidelberg (wo er Mitglied des Corps Rhenania Heidelberg wurde), Leipzig und Kiel.
Nach dem Referendarexamen (1934) und der Promotion zum Dr. jur. (Marburg 1935) arbeitete er als Volontär und Anzeigen- und Werbeleiter beim Verlag Julius Waldkirch sowie als Direktionssekretär bei den Chemischen Fabriken Knoll AG, beide in Ludwigshafen am Rhein.
Nach dem Zweiten Weltkrieg ließ er sich als freier Schriftsteller zunächst in Hamburg, dann in Berlin und später in Tutzing nieder, bis er 1973 nach Berlin zurückkehrte. Hachfeld arbeitete hauptsächlich für das Kabarett, unter anderem für die Bonbonnière in Hamburg, die Stachelschweine in Berlin und die Mausefalle in Stuttgart. Er war Hausautor des Düsseldorfer Kom(m)ödchens.
Ab 1954 veröffentlichte er eine eigene regelmäßige Kolumne in der Welt und später im Stern (Amadeus geht durchs Land). Er schrieb Drehbücher für Filme mit Heinz Rühmann, Heinz Erhardt und Willy Millowitsch; als Songtexter wurde er besonders mit seinen Liedern für Udo Jürgens bekannt.
Hachfeld war mit Erika Levin aus Erfurt verheiratet. Der älteste Sohn Eckart (Künstlername Volker Ludwig) wurde als Dramatiker und Leiter des Berliner Grips-Theaters bekannt, der zweite Sohn Rainer Hachfeld arbeitete als Karikaturist und der dritte Sohn Tilman war evangelisch-reformierter Theologe und bis zu seinem Ruhestand  Pfarrer an der Französischen Kirche in Berlin (Hugenottengemeinde).
Eckart Hachfelds künstlerischer Nachlass befindet sich im Archiv der Akademie der Künste in Berlin. Ihm ist ein Stern auf dem Walk of Fame des Kabaretts gewidmet.

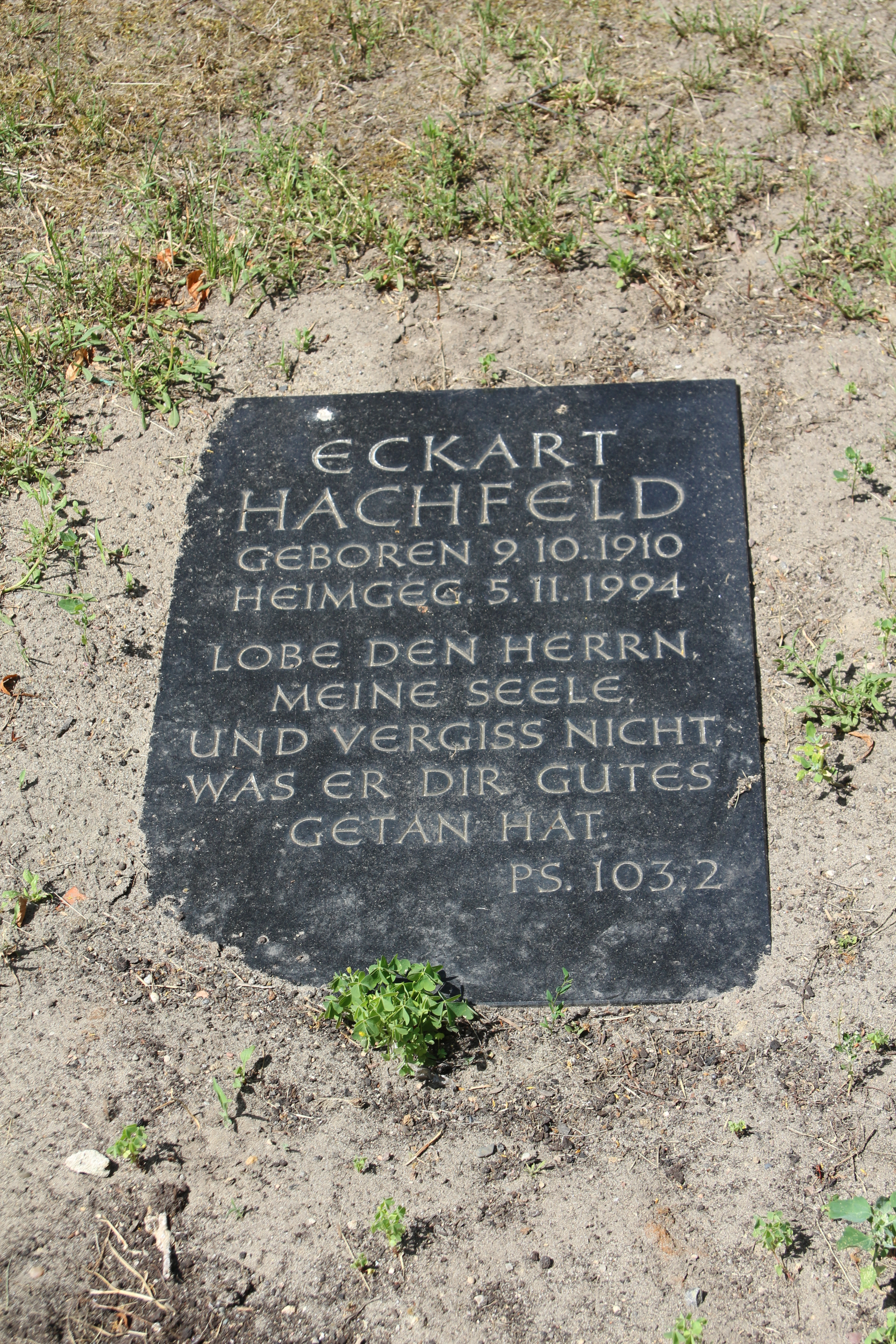
Grab Eckart Hachfelds auf dem Böhmischen Gottesacker Rixdorf

## Werk

### Drehbücher
- 1953: Per Saldo mortale (TV)
- 1955: Wenn der Vater mit dem Sohne
- 1956: Ein Mann muß nicht immer schön sein
- 1957: Jede Nacht in einem anderen Bett
- 1957: Kindermädchen für Papa gesucht
- 1957: Das einfache Mädchen
- 1957: Heute blau und morgen blau
- 1958: Ihr 106. Geburtstag
- 1958: Der Maulkorb
- 1958: Der Pauker
- 1959: Hier bin ich – hier bleib ich
- 1959: Was eine Frau im Frühling träumt
- 1959: Nicht zu ernst nehmen (TV)
- 1959: Menschen, Lire, Vollpensionen – Ein Urlaubskabarett ohne Paß und Visum (TV)
- 1959: Erledigt – Papierkorb (Eine 10-Jahres-Bilanz mit kleinen Fehlern) (TV)
- 1960: Kein Engel ist so rein
- 1960: Ich zähle täglich meine Sorgen
- 1960: Marina
- 1960: Der letzte Fußgänger
- 1961: Der Hochtourist
- 1962: Dicke Luft
- 1962: Kohlhiesels Töchter
- 1965: … und sowas muß um 8 ins Bett
- 1965: Prost Wahlzeit (TV)
- 1965: Die eigenen vier Wände (TV)
- 1965: So gut wie morgen ging es uns nie (TV)
- 1967: Liebling, Kurven schneidet man... (TV)
- 1967: Nachtgespenster (TV)
- 1969: Auch schon im alten Rom (TV)
- 1970: Was ist denn bloß mit Willi los?
- 1972–1976: Die Abenteuer des braven Soldaten Schwejk (Serie)
- 1974: Gift-Affäre (TV)
- 1977: Wilhelm Busch – Die Trickfilm-Parade: Max und Moritz und andere Streiche

### Liedtexte
Lieder für Udo Jürgens:
- Lieb Vaterland (1970)
- Zeig mir den Platz an der Sonne (1971)
- Bruder warum hilfst du mir nicht (1971)
- Du allein (1971)
- Wie nennt man das Gefühl (1972, mit Walter Brandin)
- Geschieden (1974)
- Tante Emma (1976, mit Wolfgang Spahr)
- Aber bitte mit Sahne (1976)
- Verlangt ihr nicht zuviel (1976)
- Wärst du nicht du (1977)
- Deine besten Jahre (1977)
- Als die Musik erklang
- Auf der Straße der Vergessenheit
- Der Zirkus darf nicht sterben

### Sonstiges
- Der Struwwelpeter neu frisiert. Scherz Verlag für Rütten + Loening, München/Bern/Wien 1969 (gemeinsam mit seinem Sohn Rainer Hachfeld)